# Vampirski dnevnici
Vampirski dnevnici je američka televizijska serija koji su razvili Kevin Williamson i Julie Plec, inspirirana istoimenom serijom romana autorice L.J. Smith. Serija je kombinacija tinejdžerske drame s elementima fantazije i znanstvene fantastike temeljene na mitologiji o vampirima i drugim nadnaravnim bićima poput vukodlaka i vještica.
Kada je televizijska mreža CW prikazala prvu epizodu serije 10. rujna 2009., pilot epizoda je zabilježila najveću gledanost mreže još od 2006. godine. Zbog visoke gledanosti, serija je dobila punu sezonu od 22 epizode 21. listopada 2009. Prva sezona je u prosjeku imala 3,60 milijuna gledatelja. Bila je to najgledanija serija na mreži prije nego što ju je zamijenila Arrow. Emisija je dobila brojne nominacije za nagrade, osvojivši četiri People's Choice Awards i mnoge Teen Choice Awards.
16. veljače 2010. CW je obnovio seriju za 2. sezonu., a 26. travnja 2011., za 3. sezonu. U listopadu 2012. godine u SAD-u je počelo emitiranje 4-te sezone te je 11. veljače 2013. serija obnovljena za 5. sezonu. 26. travnja 2013. Vampirski Dnevnici su obnovljeni za 6. sezonu čije je emitiranje započelo 2. listopada 2014.
U travnju 2015., glavna glumica Nina Dobrev, koja je glumila Elenu Gilbert, potvrdila je da će napustiti show nakon šeste sezone. Dobrev se vratila kao gostujuća zvijezda u finalu serije. U ožujku 2016., The CW je obnovio seriju za osmu sezonu, ali je u srpnju te godine objavljeno da će osma sezona, koja se sastoji od 16 epizoda, biti posljednja sezona serije. Posljednja sezona počela se emitirati 21. listopada 2016., a završila je 10. ožujka 2017.
Koncepti i likovi razvijeni u seriji poslužili su za pokretanje medijske franšize koja uključuje druge televizijske serije, web serije, romane i stripove. Televizijska serija The Originals, koja se također emitirala na CW-u, bila je prva u ovoj zbirci povezanih djela. CW je službeno objavio da je spin-off serija The Originals počela s prikazivanjem na jesen 2013. 14.veljače 2014. Nastavak je uslijedio sa serijom Legacies koja je spin-off serije The Originals koja je imala premijeru na CW 25. listopada 2018. godine.

## Produkcija
U početku Kevin Williamson nije bio previše zainteresiran za produkciju nove serije o vampirima, jer je smatrao ideju serije presličnom ostalim pričama o vampirima. Na nagovor Julie Plec, počeo je čitati romane L.J. Smith i zainteresirao se za priču:
Williamson je potvrdio kako će glavni fokus serije biti na gradskim pričama, a ne na srednjoškolskim.
6. veljače 2009. Variety je objavio kako je CW dao zeleno svjetlo pilotu "Vampirskih dnevnika" kojem će Williamson i Julie Plec biti glavni scenaristi i izvršni producenti. 19. svibnja 2009. serija je službeno naručena za televizijsku sezonu 2009. – 2010.
Pilot epizoda je snimljena u Vancouveru, a ostatak epizoda je snimljen u Covingtonu, Georgiji.

## Pregled serije
Radnja serije smještena je u izmišljeni grad Mystic Falls u Virginiji, čija je povijest obojena različitim nadnaravnim silama i bićima. Serija prati život Elene Gilbert (Nina Dobrev), tinejdžerice koja je upravo izgubila oba roditelja u prometnoj nesreći, dok se zaljubljuje u 162-godišnjeg vampira po imenu Stefan Salvatore (Paul Wesley). Njihov odnos postaje sve kompliciraniji kako se pojavljuje Stefanov misteriozni stariji brat Damon Salvatore (Ian Somerhalder), s planom da u život vrati njihovu ljubav iz prošlosti Katherine Pierce (koju također glumi Dobrev), vampiricu koja izgleda baš kao Elena. Odnos Stefana i Damona je vrlo kompleksan i turbulentan. Povezuje ih bratska ljubav, međutim rivalstvo oko Katherine je značajno narušilo njihov odnos. U prvoj sezoni braća pokušavaju izgladiti nesuglasice iz prošlosti, međutim odnos s Elenom to dodatno komplicira jer se i Damon u nju zaljubljuje. Time se stvara ljubavni trokut koji će biti okosnica radnje tijekom narednih sezona serije. Oba brata pokušavaju zaštititi Elenu, dok se suočavaju s raznim zlikovcima i prijetnjama u svom gradu, uključujući Katherine, originalne vampire, vukodlake, hibride, vještice te lovce na vampire. Povijest braće i mitologija grada otkrivaju se kroz retrospekciju kako se serija nastavlja.
Dodatne priče vrte se oko ostalih stanovnika grada, među kojima su Elenini mlađi brat Jeremy Gilbert (Steven R. McQueen) i tetka Jenna Sommers (Sara Canning), njezine najbolje prijateljice Bonnie Bennett (Kat Graham) i Caroline Forbes (Candice King), njihovi zajednički prijatelji Matt Donovan (Zach Roerig) i Tyler Lockwood (Michael Trevino), Mattova starija sestra Vicki Donovan (Kayla Ewell) i njihov učitelj povijesti, lovac na vampire Alaric Saltzman (Matthew Davis). Gradsku politiku organiziraju potomci izvornih obitelji osnivača grada (obitelji Gilbert i Salvatore su potomci osnivača grada), a tajno "Vijeće utemeljitelja"  čuva grad od vampira.

## Mitologija vampira
Serija je temeljena na mitologiji o vampirima i drugim nadnaravnim bićima poput vukodlaka, vještica i duhova. Što se tiče samog koncepta vampirizma, on prati određene smjernice iz mitologije, međutim također uvodi i neke nove elemente, prikazujući tako vampire puno humanijima, nego što su u nekim drugim televizijskim serijama. U ovoj seriji vampiri su bića izrazite snage i brzine koja stradavaju jedino od sunčeve svjetlosti i kolca u srcu. S obzirom na to da su nastali temeljem magije vještica, većina glavnih junaka ima magične predmete koji im omogućuju kretanje po dnevnom svjetlu, najčešće u obliku nakita. Njihova krv je ljekovita i iscjeljujuća, sve rane i ozljede im brzo zarastaju, a svojom krvi mogu zaliječiti ozljede i rane ljudi. Sama pretvorba u vampira se događa ako osoba umre s vampirskom krvi u tijelu te se u roku od 24 sata mora i sama nahraniti ljudskom krvi kako bi završila proces pretvorbe. Time se serija razlikuje od ostalih, jer se često događa da se netko nehotice pretvori u vampira, uključujući i glavnu junakinju Elenu jer ne postoji sami ritual pretvorbe nego je dovoljno da osobe umru s vampirskom krvi u tijelu. Jednom kada se osoba pretvori u vampira sve emocije koje je imala kao ljudsko biće se naglašavaju. Hoće li se ličnost osobe promijeniti ovisi o njoj samoj, uključujući i odnos prema ljudima. Odnos prema ispijanju krvi ljudima ,varira od vampira do vampira vezano uz to koliko si dozvoljavaju izražavanje svog humanog dijela te stupnju samokontrole nagona za hranjenjem. U seriji je zapravo u nekim situacijama nejasno zašto ubijaju ljude s obzirom na to da se mogu hraniti krvlju iz banke krvi iz bolnice. Mogu manipulirati ljudima tako što rašire zjenice svoga oka dok gledaju u osobu i izdaju naredbu - kompulziju te mogu ulaziti u snove i podsvijest osobe te stvarati vizije. Ono što je zanimljivo u seriji jest to da se sve djelovanje vampira na čovjeka može spriječiti korištenje biljke verbene. Tako se ljudski likovi u seriji od vampira štite različitim nakitom izrađenim od verbene ili si ju stavljaju u čaj kako bi bili imuni na vampirske kompulzije. Serija je uvela još jedan novi koncept, a to je  "humanity switch"  - isključivanje ljudskog humanog dijela ličnosti koji vodi ka tome da vampiri često budu nemilosrdni i okrutni bez imalo suosjećanja prema drugima. U seriji likovi to najčešće rade kada se ne mogu nositi s teškim emocijama te se jednostavno žele isključiti. Posljedica toga je velika krivnja oko nedjela, nakon što povrate svoj ljudski dio. Serija također uvodi i pojam "ripper-a" - koljača kojim definiraju vampire koji ne mogu obuzdati svoj nagon za glađu tj. ispijanjem ljudske krvi što ih dovodi do toga da svoje žrtve masakriraju. Stefan se tijekom serije bori s obuzdavanjem svog koljačkog nagona, što je i jedan od razloga zašto na početku serije izričito pije životinjsku krv. Ono što se posebno razlikuje od ostalih serija je odnos vampira prema hrani i piću. Naime, vampirski likovi mogu jesti i piti, baš kao i ljudi te je nekoliko puta u seriji naglašeno da alkoholna pića mogu smanjiti nagon za krvlju zbog čega većina vampirskih likova u seriji često prije viski.

## Radnja po sezonama

### 1. sezona (2009./2010.)
Elena Gilbert je izgubila roditelje u prometnoj nesreći te pokušava prebroditi obiteljski tragediju. Živi s mlađim bratom Jeremy-em te tetkom Jennom koja se uselila u njihovu obiteljsku kuću kako bi se brinula o njima. Elena ima dvije najbolje prijateljice Bonnie i Caroline te često vodi dnevnik u koji zapisuje svoje misli i osjećaje. Početak je školske godine i u grad stiže misteriozni novi učenik Stefan Salvatore. Stefan i Elena otkrivaju da imaju puno toga zajedničkog te se ubrzo zaljube. Njegova staloženost, mudrost i brižnost joj pomažu da prebrodi gubitak roditelja i nastavi sa svojim životom. Istovremeno u gradu se počinju događati misteriozni napadi životinja i nestanci ljudi koji bacaju sjenu na njihovu vezu. Pojavljuje se i Damon, Stefanov stariji brat, za kojeg se ispostavlja da je odgovoran za misteriozne napade. Naime, Stefan i Damon su vampiri, i dok se Stefan isključivo hrani krvlju životinja, Damom napada i ljude. Odnos braće je narušen zbog borbe oko Katherine Pierce, vampirice koja ih je obojicu zavela i pretvorila u vampire 1864 godine, a koja je zapravo Elenina dvojnica. Damon se čini kao vrlo nestabilan, impulzivan i okrutan vampir koji želi zagorčati život svome bratu jer smatra da mu je oteo ljubav života - Katherine i prisilio ga da postane vampirom. Zavodi i obmanjuje Caroline (Eleninu najbolju prijateljicu) kako bi se mogao što više uplitati u njihove živote. Tijekom serije se saznaje da zapravo želi otvoriti grobnicu za koju vjeruje da je tamo zatočena Katherine. Unatoč impulzivnosti i okrutnom ponašanju tijekom serije Damon se polako zaljubljuje u Elenu te kroz odnos s njom dolazi u kontakt sa svojom ljudskom stranom koja će značajno promijeniti njegovo ponašanje. Istovremeno Elenina prijateljica Bonnie otkriva da je vještica te se nosi s tom spoznajom. Stefan i Elena na kraju odluče pomoći Damonu da otvori grobnicu uz pomoć Bonnie i njezine bake Sheile koja je moćna vještica. U grobnici ne pronalaze Katherine već saznaju da ona zapravo nikada nije bila zatočena. Na kraju sezone se pojavljuje i sama Katherine koja unosi nemir među braćom.

### 2. sezona (2010./2011.)
Na početku druge sezone glavni junaci serije se većinom bore s Katherine i njezinim spletkama. Tvrdi da se u grad vratila zbog ljubavi prema Stefanu i traži od njega da prekine s Elenom, a istovremeno provocira Damona koji i dalje ima osjećaje za nju. Elena želi istražiti zašto su ona i Katherine dvojnice te saznaje kako je zapravo posvojena. Katherine je u potrazi za misterioznim mjesečevim kamenom i pretvara Caroline u vampiricu. Tyler saznaje da mu je stric Mason vukodlak te da on sam ima gen za to koji se će se aktivirati u slučaju da nekoga ubije. Damon se sukobljava s Masonom te ga ubije. U međuvremenu se saznaje da unatoč tome što su vampiri snažniji od vukodlaka da je za vrijeme pretvorbe vukodlaka (tijekom punog mjeseca) ugriz vukodlaka za vampira smrtonosan. U okršaju s Katherine, Stefan i Damon je uz pomoć Bonnie, uspijevaju zatočiti u grobnicu, međutim ona prije toga kompulzijom uspijeva navesti Tylera da nekoga ubije kako bi mu aktivirala kletvu i pretvorila ga u vukodlaka. U gradu se pojavljuje jedan od izvornih vampira (od kojih su nastali svi ostali) Elijah koji sklopi dogovor s Elenom da će joj pomoći zaštititi njezine prijatelje u zamjenu za njezinu pomoć. Pojavljuju se i likantropi, tj. vukodlaci koji napadnu vampire kako bi osvetili Masonovu smrt, međutim većima ih strada od Elijahovog vještca. Tyler, novopečeni vukodlak, je rastrzan između svojih prijatelja i čopora. Radnja se dodatno komplicira kada se pojavljuje brat od Elijaha, Klaus koji želi prekinuti kletvu koja je bačena na vukodlake i vampire uz pomoć mjesečevog kamena kako bi mogao stvarati vlastite hibride, s obzirom na to da i sam ima gen vukodlaka. Za to mu je potrebna krv Elene tj. krv dvojnice. Želio je isti obred učiniti s Katherine 500 godina ranije, međutim ona mu je pobjegla i pretvorila se u vampiricu zbog čega je razbijanje kletve bilo onemogućeno. Zbog toga je Klaus pobio Katherininu cijelu obitelj i stoljećima je progonio. Kako bi razbio kletvu Klaus mora ubiti vukodlaka (Jules), vampira (Jennu, koju prethodno pretvori) i dvojnicu (Elenu). Klaus izvede cijeli obred uz pomoć vještice te misli da je prekinuo kletvu i da će moći stvarati hibride, međutim Bonnie izvede magiju koja spašava Elenu od smrti prilikom obreda. U međuvremenu Damon se sukobi s vukodlakom i ovaj ga ugrize. Stefan traži od Klausa da spasi Damona svojom krvi (koja je protuotrov za ugriz vukodlaka) te u zamjenu pristaje otići s njim iz grada, ponovno postati "koljač" i pomagati mu u svemu što ga Klaus traži. Na kraju Elena i Katherine, pomoću Klausove krvi, spašavaju Damona, a Stefan odlazi s Klausom iz grada.

### 3. sezona (2011./2012.)
Stefan je postao krvoločan te zajedno s Klausom traži čopore vukodlaka jer Klaus želi stvoriti svoju vojsku hibrida, međutim svaka pretvorba je neuspješna i rezultira smrću vukodlaka. Stefan izvršava naredbe i masakrira sve koji im se nađu na putu, međutim i dalje ima čežnju za svojim starim životom. Elena, Damon i Alaric prate sve njihove tragove i žele vratiti Stefana kući. U nekoliko navrata on ih odbija jer je svjestan da Klaus ne zna da je Elena živa te da upravo zbog toga ne može stvarati hibride. Damon i Elena se zbližavaju u nastojanjima da spase Stefana. U međuvremenu Stefan otkriva da je Klausa već upoznao 1920, zajedno s njegovom sestrom Rebekom kada je još bio koljač. Njih troje su bili bliski, međutim u jednom trenutku je Klaus prisilio Stefana da ih zaboravi te je nestao zajedno s Rebekom. Stefan glumi da je odan Klausu, a zapravo cijeli vrijeme želi zaštiti Elenu i spriječiti ga da sazna da je još uvijek živa. Rebekah i Klaus shvate da im Stefan laže te se svi vraćaju Mistic Falls gdje Klaus natjera Stefana pomoću kompulzija da napadne Elenu, nakon čega shvati da može praviti hibride samo pomoću Elenine krvi. Katherine koja se povremeno pojavljuje i kod Stefana i kod Damona sazna da se Klaus boji svoga oca koji je zapravo lovac na vampire koji ga stoljećima proganja. On je zatočen u kripti te ga Katherine probudi i oslobodi. U međuvremenu Klaus stvara svoju vojsku hibrida te dolazi do konačnog okršaja u kojem uspijeva ubiti svoga oca. Stefan se, izmučen krivnjom zbog kompulzija i ubojstava koje je činio zbog Klausa, distancira od svojih prijatelja i fokusira na osvetu. Ukrade Klausu ljesove u kojima čuva članove svoje obitelji koje Bonnie pomoću svoje davno nestale majke (koja je također vještica) otvori. Cijela obitelj izvornih vampira je na okupu, uključujući i njihovu majku Ester koja ih je i učinila vampirima, koja naizgled želi očuvati obitelj, a zapravo želi ubiti svoju djecu jer shvaća da su krvoločna i da uništavaju sve oko sebe. Saznaje se da se ubijanjem izvornog vampira zapravo ubija cijelo njegovo potomstvo (sve vampiri koje je stvorio). Ester magijom pretvara Alarica u vampira koji lovi druge vampire (ono što je svojevremeno učinila sa svojim suprugom) te ga povezuje s Elenom (smrt jednog će prouzrokovati smrt drugoga). Alaric traži Klausa da ga ubije i sukobljava se s Damonom. Elena i Matt autom slete s mosta u rijeku kad im se Rebekah ispriječi na putu jer ubojstvom Elene želi spriječiti Alarica da ubije Klausa. Elena umire, jer traži od Stefana koji ih je pronašao, da spasti Matta umjesto nje. Spletom okolnosti u trenutku smrti Elena ima Damonove krvi u organizmu, zbog čega postaje vampirica.

### 4. sezona (2012./2013.)
U četvrtoj sezoni Elena dovršava proces pretvorbe i postaje vampirica te se teško nosi s tom činjenicom. Zbližava se s Damonom jer se čini da ju on najbolje razumije i prihvaća njezin novi identitet. Istovremeno se u gradu pojavljuju lovci na vampire i kreće progon vampira. Kada jedan od lovaca uzme za taoce Jeremija i Matta, tijekom njihova spašavanja Elena ubija lovca. Ispostavlja se da je to jedan od pet posebnih lovaca na vampire - "Bratstvo petorke" koji imaju posebne moći i čijom smrću duh lovca proganja njegovog ubojicu. Elenu ubrzo počinje proganjati duh lovca koji ju izluđuje. Kletva se može prekinuti kada je novi lovac izabran, a to je osoba koja može vidjeti nevidljive tetovaže koje lovci imaju i koje se svakim novim ubojstvom vampira šire. Ispostavlja se da je Jeremy potencijal za lovca te kada ubije vampira njegove moći lovca se aktiviraju, što u konačnici spašava Elenu od kletve. Elena priznaje Stefanu da su joj se osjećaji prema Damonu, otkako je postala vampirica samo pojačali, nakon čega prekidaju svoju vezu. Bonnie pronalazi novog prijatelja, profesora Shane-na koju ju kreće podučavati posebnoj vrsti magije "ekspresija" koju vještice smatraju gorom od crne magije. Ispostavlja se da su tetovaže na tijelu lovca karta do lijeka za vampirizam, tko popije lijek opet će postati čovjek. S obzirom na to da je Jeremy novi lovac, Klaus ga tjera da ubija vampire kako bi se karta u obliku tetovaža otkrila. Shane zapravo želi probuditi Silasa, jednog od najstarijih čarobnjaka na svijetu za kojeg vjeruje da može vratiti mrtve te organizira ekspediciju u Novu Škotsku kako bi ga pronašao, a ostali kreću s njim zbog lijeka za vampirizam koji je s njim pokopan. Otkriva se legenda oko Silasa, naime, prije više od 2000 godina Silas se trebao oženiti s Qetsiyah, moćnom vješticom. Tražio ju je da napravi eliksir za besmrtnost kako bi njih dvoje zauvijek ostali zajedno, međutim prije vjenčanja je ukrao eliksir i podijelio ga s Amarom, svojom pravom ljubavi. Kako bi se osvetila Qetsiyah je napravila lijek za vampirizam kako bi rastavila ljubavnike te je istovremeno stvorila nadnaravno čistilište, mjesto na koje odlaze sva nadnaravna bića poslije smrti kako bi spriječila da se ljubavnici nakon smrti sastanu. Silasa je zatočila u grobnici na otoku zajedno s lijekom te je stvorila "Bratstvo petorke" moćne lovce na vampire kako bi ga pronašli i natjerali da uzme lijek i onda ga ubili. Silas iz inata nije želio popiti lijek te ostaje zatočen u grobnici i pokušava pomoću svojih mentalnih moći pronaći nekoga tko će ga osloboditi, u ovom slučaj Shane-a. Katherine se pojavljuje na otoku i ukrade lijek pri čemu ubije Jeremija, nakon čega Elena isključuje svoju ljudskost jer se ne može nositi s boli. Silas proganja Bonnie jer želi da ona uništi granicu između ovog svijeta i nadnaravnog čistilišta, kako nakon smrti ne bi ostao zatočen. Stefan i Damon se bore da Elena vrati svoju ljudskost i pomoću Matta uspijevaju. Bonnie spušta zid između dva svijeta te se sva nadnaravna bića vrate u Mystic Falls, neka da se oproste druga da se osvete. Caroline, Elena, Bonnie, Matt i Tyler slave završetak srednje škole. Bonnie se bori sa Silasom kojeg pretvori u kamen, ponovno podiže zid između sva svijeta, nakon čega i sama umire zbog iscrpljujuće čarolije, međutim uspije pri tome ponovno vratiti Jeremija u život. Stefan da Eleni lijek za vampirizam, međutim ona ga odbije te kaže Damonu da ga voli. Katherine napadne Elenu u želji da ju ubije, međutim ona joj u borbi ugura lijek za vampirizam u usta te Katherine postaje čovjek. Stefan odlazi baciti Silasove ostatke u rijeku, međutim ispostavi se da je on još uvijek živ te zaključa Stefana u sanduk i baci ga u vodu.

### 5. sezona (2013./2014.)
Na početku pete sezone, Elena i Caroline kreću na koledž, a Damon se brine o Jeremyju. Svi misle da je Bonnie na putovanju jer je zabranila Jeremiju da kaže prijateljima da je mrtva, a Stefan se muči zaključan u sanduku na dnu jezera. Tijekom ove sezone priča se dalje razvija oko Silasa koji traži Katherine kako bi došao do lijeka za vampirizam koji je sada u njezinoj krvi. Ispostavlja se da je Stefan Silasov dvojnik te su Katherine i Elena dvojnice od Amare, Silasove ljubavi. Kada su prije 2000 godina uzeli eliksir za besmrtnost priroda je počela stvarati njihove smrtne dvojnike kako bi vratila ravnotežu. Pojavljuje se i Qetsiyah koja je iskoristila trenutak kada je zid nadnaravnog čistilišta bio spušten te se vratila u ovaj svijet kako bi dovršila svoju osvetu. Ona spašava Stefana iz sanduka. Elena i Caroline, u međuvremenu otkriju, da na koledžu postoji tajno društvo Augustine koje vrši eksperimente na vampirima kako bi koristilo njihovu krv za znanstvena otkrića te da je njihov profesor dr. Wes član tog društva. Wes zarobi Damona i Elenu te se otkriva da je Damon od 1950. godine bio zatočenik tog društva i da su na njemu vršili eksperimente i mučili ga. Tijekom tog perioda je upoznao drugog vampira Enza s kojim je postao prijatelj te su smislili zajednički plan za bijeg. Damon je uspio pobjeći iz zatočeništva, međutim nije uspio spasiti Enza, zbog čega je isključio svoju humanost kako bi se mogao nositi s činjenicom da je morao izdati prijatelja. Elena i Damon uspiju pobjeći iz zatočeništva i saznaju da je Enzo još uvijek živ. Priča se dodatno komplicira pojavom "Putnika" posebne vrste vještica koji mogu živjeti u tuđim tijelima i u potpunosti preuzeti identitet osobe u kojoj žive. Matt shvaća da u njemu živi Putnik koji ponekad preuzima njegov identitet te traži pomoć od prijatelja. Nadia, koja pomaže Katherine da pobjegne od Silasa je također "Putnica." Silas, uz pomoć Damona i Elene, uspije uloviti Katherine i popije joj krv jer time ponovno postaje čarobnjak i dobiva nazad svoje moći, ali i smrtnost. Njihov plan je uništiti zid nadnaravnog čistilišta, tako da kada umre može biti s Amarom, a zauzvrat će on vratiti Bonnie iz čistilišta. Kako bi to učinili potrebno im je "sidro" temeljem kojeg je Qetsiyah stvorila nadnaravno čistilište. Ispostavlja se da je "sidro" Amara koju Qetsiyah nije ubila nego ju je učinila vratima za čistilište kroz koje svako nadnaravno biće mora proći kada umire, zbog čega je poludjela. Amara samo želi umrijeti te popije Silasovu krv, kako bi postala smrtna te počini samoubojstvo. Stefan ubija Silasa, a Qetsiyah uz pomoć krvi dvojnica učini Bonnie novim "sidrom" te se ubije. Time se njezina kletva konačno ispuni jer ona i Silas završavaju u čistilištu, a Amara pronalazi svoj mir. Katherine, koja počinje ubrzano stariti sada kada lijek više nije u njoj, saznaje da joj je Nadia davno izgubljena kćer koja ju već stoljećima traži. Dr. Wes radi na lijeku koji okreće vampire jedne protiv drugih tj. nagoni ih da se, umjesto ljudskom krvi, hrane vampirskom. Kako bi spasila Katherine, Nadia joj pomaže da umjesto smrti uđe u Elenino tijelo. Kada Katherine preuzima Elenin identitet prekida s Damonom i pokušava zavesti Stefana. Zbog prekida, Damon je opet krvoločan i s Enzom pokušava ubiti dr. Wesa, ali ovaj mu ubrizga lijek koji ga nagoni da se hrani vampirima. Polako svi počinju shvaćati da je Katherine preuzela Elenino tijelo te pomoću posebnog bodeža koji ubija Putnike, vrate Elenu. Putnici, koji su uspjeli vratiti svoga vođu Markosa traže krv dvojnika (Stefana i Elene) kako bi uništili kletvu koju su druge vještice na njih bacile. Naime, "Putnici" su vrsta posebno nadarenih vještica koji su bili sposobni za različite čarolije (Silas i Qetsiyah su bili među najmoćnijima iz njihovog klana) zbog čega su ih druge vještice proklele da ne mogu koristiti tradicionalne oblike magije te da ne mogu imati dom nego da stalno putuju, zbog čega su oni razvili druge oblike preživljavanja (korištenja tijela ljudi da prežive). Putnici žele uništiti kletvu i konačno pronaći svoj dom i žele da to bude Mystic Falls. Otkriva se također da su se dvojnici kroz povijest stalno zaljubljivali zbog magije "Putnika" koji su ih htjeli spojiti kako bi došli do njihove krvi. Oni preuzimaju cijeli grad i žele ga očistiti od sve ostale magije, uključujući vampire. Jedan "Putnik" ubije Stefana te Elena i Damon odluče raznijeti cijeli Mystic Falls kako bi ih pobijedili i sve spasili, a Bonnie će ih, uz pomoć vještice Liv, sve vratiti nazad u život. U borbi s "Putnicima" gotovo svi umiru i nalaze se u čistilištu. Bonnie im svima pomaže da se vrate nazad u život, uključujući i Alarica, svjesna da sebe neće moći spasiti jer je "sidro". Damon zapne u čistilištu s Bonnie te njih dvoje odlaze prema bijelom svijetlu, dok se čistilište urušava.

### 6. sezona (2014./2015.)
Vampiri i dalje ne mogu ući u Mystic Falls zbog čarolije Putnika, tako da su Elena i Caroline na koledžu s Alaricom koji je počeo tamo predavati. Svi su shrvani zbog smrti Damona i Bonnie te se svatko s time nosi na svoj način. Elena koristi vrstu vještičje trave pomoću koje halucinira da je s Damonom, Stefan se, nakon bezuspješnog traženja načina da vrate Damona i Bonnie, odseli u Savannu i radi kao automehaničar, jedino Caroline i dalje pokušava popraviti stanje. Matt i Jeremy jedini žive u Mystic Fallsu te se Matt priključuje zajednici zaštitnika grada, a Jeremy tuguje za Bonnie. Elena shvaća da je bol zbog gubitka Damona uništava te zatraži Alarica da joj izbriše vezu s Damonom iz pamćenja, što on i učini. U međuvremenu, Damon i Bonnie nisu mrtvi, već su zarobljeni u paralelnom napuštenom svijetu, gdje iznova proživljavaju jedan te isti dan 10.5.1994. Uskoro saznaju da je s njima i Kai, vještac za kojeg je napravljen taj svijet, kao kazna jer je pokušao ubiti svoju braću i sestre. Kai je bio dio plemena vještica "Gemini Coven", istog kojem pripadaju blizanci Liv i Luke, te Alaricova cura i Elenina profesorica Jo, za koje se ispostavi da su njegovi brat i sestre, a Jo je također njegova blizanka. Pleme funkcionira tako da se u vladajućoj obitelji vještica rađaju parovi blizanci koji kada dođu u određenu dob moraju odmjeriti snage u magiji, nakon čega se gubitnik spaja s pobjednikom, postaje jedna osoba i vođa plemena. S obzirom na to da je Kai zatočen, a Jo se odrekla svoje magije Luke i Liv trebaju odmjeriti snage. Bonnie, Damon i Kai planiraju bijeg iz svog svijeta, međutim sukobe se te Bonnie spasi Damona i zadržava Kai-a jer ga ne želi osloboditi. Povratkom u stvarni svijet Damon pokušava doprijeti do Elene jer ga se ona više ne sjeća i smisliti način kako da vrati Bonnie. Kai naudi Bonnie te uspijeva pobjeći iz svog zatvora. Povratkom u stvarni svijet počinje proganjati svoju obitelj te krasti njihovu magiju pa tako i usiše svu magiju u Mystic Fallsu koja ne dozvoljava vampirima da u njega uđu. Jo vraća svoju magiju i želi se sukobiti s Kai-em kako bi ga porazila, međutim Luke to učini umjesto nje. U međuvremenu Bonnie također uspijeva pobjeći iz zatvorskog svijeta te shvaća da ima još jedan zatvorski svijet iz 1903 godine u kojem je zatočena jedna žena. S obzirom na to da je Kai porazio Luke-a on počinje osjećati empatiju jer je Luke postao dio njega. Elizabeth Forbes saznaje da ima rak i da joj preostaje par mjeseci života. Svi joj pokušavaju pomoći, međutim čak joj ni vampirska krv ne olakšava muke. Caroline i Stefan se zbližavaju. Elizabeth umire, a Caroline iz tuge isključuje svoju humanost. Nanervirana što ju prijatelji stalno pokušavaju spasiti Caroline uspije natjerati Stefana da isključi svoju humanost te njih dvoje kreću u krvavi pohod. Damon shvati da je žena iz zatvorskog svijeta iz 1903 njegova majka Lily Salvatore te s Bonnie, Elenom i Kai-om kreće po nju kako bi im pomogla da vrate humanost Stefanu. Spašavaju Lily, a Kai-a ostavljaju u tom svijetu. Međutim, ona tamo nije bila sama te želi spasiti svoje prijatelje. Pomoću Lily vraćaju humanost Stefanu, koji onda pomaže Caroline da vrati svoju. Stefan i Damon otkrivaju da im je majka vampirica koja je svojevremeno bila koljačica te da je okupila novu obitelj vampira i vještica te heretika (kombinacija vampira i vještice) koja je bila toliko krvoločna da su ih vještice morale zatvoriti u poseban svijet. Lily želi spasiti svoju obitelj iz zatvorskog svijeta zbog čega dolazi u sukob sa sinovima. Bonnie je iz zatvorskog svijeta ponijela lijek za vampirizam te ga daje Damonu. Jo saznaje da je trudna te se ona i Alaric zaruče. Elena uzima lijek i ponovno postaje čovjek. Na vjenčanju Jo i Alarica upada Kai, ubije trudnu Jo i rani Elenu te ju poveže s Bonnie. Elena će spavati dok god Bonnie ne umre. Kai nudi Damonu da pusti Bonnie da umre da bi Elena živjela, međutim Damon spašava Bonnie i ubije Kaia. S Kai-em se vraća "vampirska obitelj heretika" od Lily te ubrzo započinju sukobi u Mystic Fallsu. Kako bi smirio situaciju Stefan prepušta grad hereticima i evakuira sve ljude iz njega.

### 7. sezona (2015./2016.)
Nastavljaju se sukobi s hereticima te se otkrivaju njihove životne priče. Valerie, za koju se ispostavlja da je bila zaljubljena u Stefana dok je još bio čovjek, želi osvetu zbog svog davno izgubljenog djeteta. Enzo se priključuje hereticima jer je zaljubljen u Lily, međutim to poremeti povratak njezinog partnera Juliana koji je bio zatočen u paklu za vampire. Damon i Stefan se teško nose s činjenicom da ih je Lily ostavila da bi imala drugu obitelj, međutim ispostavlja se da je ona brinula o njima bez da su oni to znali dok su još bili ljudi. Stefan i Caroline započeli su dugo očekivanu vezu, koju je zakomplicirala neočekivana uloga Caroline kao surogat majke blizanaca od Alarica. U međuvremenu, Damon i Stefan žele ubiti Juliana pri čemu stradava Lily koja postaje svjesna svojih krivih odluka. U Mystic Fallsu se pojavljuje Rayna Cruz natprirodni lovac na vampire koja počne proganjati Stefana. Odlučan da pobijedi Raynu, Damon se obraća za pomoć Oružarnici, instituciji koja proučava i vrši eksperimente nad nadnaravnim bićima. Oni žele Bonnie zbog njezine magije te ju počnu proganjati. Damon i Enzo je žele spasiti te se upuštaju u sukob s najvećim zlom koje je pušteno u Oružarnici, međutim zlo ih opsjeda i uzima ih humanost. Stefan Caroline, Alaric i Bonnie se udružuju kako bi ih spasili.

### 8. sezona (2016./2017.)
Sedma sezona Vampirskih dnevnika ustanovila je da su naši junaci obnavljali svoj svijet bez Elene. Suočen s izgledom višedecenijskog čekanja za Elenain povratak, Damon (Ian Somerhalder) borio se sa svojim srčanim bolom i oslanjao se na suparno, ali duboko prijateljstvo s Bonnie (Kat Graham). Stefan (Paul Wesley) i Caroline (Candice King) započeli su dugo očekivanu vezu, koju je zakomplicirala neočekivana uloga Caroline kao surogat majke dojenčadi blizancima ostavljenom kad je Alaric (Matt Davis) izgubio suprugu. U međuvremenu, Damon je progonio vendetu protiv svoje majke Lily (gostujuća zvijezda Annie Wersching), koja je napustila svoje sinove kako bi se brinula o začaranom logoru vampira zvanih Heretici - od kojih je jedna, Valerie (gostujuća zvijezda Elizabeth Blackmore), voljela Stefan još od njihovog romantičnog susreta u prošlom stoljeću. Lilyni pogrešni izbori na kraju su prouzrokovali njezinu vlastitu tragičnu smrt i Mystic Falls postavili u znamenitost nevjernice: Rayna Cruz (zvijezda gostiju Leslie-Anne Huff), natprirodnog lovca na vampire. Rayna je ciljala Stefana, prisilivši ga da krene u bijeg, a Caroline je napustila novi početak s Alarićem. Odlučan da pobijedi Raynu, Damon se obratio za pomoć oružarnici, sjenovita skupina s rodbinskim vezama s Bonniejevim dečkom Enzom (Michael Malarkey). Ali dublji plan oružarnice oduzeo je Bonnie njezinu magiju i ugrozio joj život. Da bi popravili krizu, Damon i Enzo morali su se upustiti u okultni trezor Oružje, gdje ih je zla prisutnost nadvladala. Trokut Stefana, Caroline i Alaric udružit će se s Bonniejem u osmoj sezoni kako bi pronašli dva najvažnija muškarca u njenom životu - iako će Damon i Enzo možda već dugo štedjeti. VAMPIRE DIARIES proizvodi tvrtku Bonanza Productions Inc. u suradnji s Outerbanks Entertainment, Alloy Entertainment, Warner Bros. Televizijom i CBS Televizijskim studijima. Seriju su razvili Kevin Williamson ("Sljedeće", "Scream") i Julie Plec ("Originali", "Kyle XY," Wasteland "), koji zajedno s Leslie Morgenstein (" Gossip Girl, " "" Prilično male lažljivice ") i Caroline Dries (" Melrose Place, "" Smallville ").

## Glavna glumačka postava
| Glumac/Glumica    | Lik               | Opis lika |
| ----------------- | ----------------- | --- |
| Nina Dobrev       | Elena Gilbert     | Glavni ženski lik, djevojka koja na početku serije tuguje zbog smrti svojih roditelja te ulazi u vezi sa Stefanom, međutim kasnije se istovremeno zaljubljuje u njegovog brata Damona. Rastrzana između dvije ljubavi, nakon što postane vampirica u 4. sezoni odabire Damona. |
| Nina Dobrev       | Katherine Pierce  | Vampirica koja je bila u ljubavnoj vezi sa Stefanom i Damonom 1864. godine, Elenina je njezina dvojnica, majka Nadie Petrove (putnice) |
| Nina Dobrev       | Amara             | Prva besmrtna žena, dvojnica Katherine i Elene, Quetsyah ju je ubila pretvorila u sidro zbog veze sa Silasom. |
| Paul Wesley       | Stefan Salvatore  | Glavni lik. Vampir, Elenin bivši dečko,suprug od Caroline. |
| Paul Wesley       | Tom Avery         | Stefanov dvojnik i doktor u Antlanti. |
| Paul Wesley       | Silas             | Prvo besmrtno bié na Zemlji, originalni dvojnik star 2000.godina. |
| Ian Somerhalder   | Damon Salvatore   | Glavni lik. Stefanov brat, Elenin dečko. |
| Steven R. McQueen | Jeremy Gilbert    | Elenin mlađi brat. |
| Katerina Graham   | Bonnie Bennett    | Elenina najbolja prijateljica, koja je ujedno i vještica. |
| Candice King      | Caroline Forbes   | Elenina najbolja prijateljica koja je pretvorena u vampira, bivša Klausova i Tylerova ljubav, kasnije zaljubljena u Stefana. |
| Sara Canning      | Jenna Sommers     | Jeremyeva i Elenina teta i starateljica koju Klaus ubije u ritualu žrtvovanja |
| Matt Davis        | Alaric Saltzman   | Profesor povijesti u srednjoj školi u Mystic Fallsu i lovac na vampire. Esther ga pretvara u originalnog vampira, Rebekah ga ubije. U 6.sezoni se vraća kao stalni član glumačke postave.                                                                                      |
| Michael Trevino   | Tyler Lockwood    | Vickyn i Carolinin bivši dečko. U početku vukodlak, a kasnije ga Klaus pretvoti u hibrida (polu vampir, polu vukodlak). Livin dečko do njene smrti. |
| Zach Roerig       | Matt Donovan      | Elenin prijatelj i bivši dečko Elene i Caroline, Rebekin dečko |
| Kayla Ewell       | Vicky Donovan     | Mattova sestra, Elenina kolegica u srednjoj školi u Mystic Fallsu, Damon je pretvori u vampira. Stefan ju ubije. |
| Joseph Morgan     | Klaus Mikaelson   | Jedan od 5 originalnih vampira koji u sebi nosi i gen vukodlaka, prvobitni hibrid |
| Claire Holt       | Rebekah Mikaelson | Jedna od 5 originalnih vampira, Klausova i Elijahina sestra, zaljubljena u Matta. |
| Daniel Gillies    | Elijah Mikaelson  | Jedan od 5 originalnih vampira, Klausov i Rebekhin brat. |

## Kritike serije
Vampirski dnevnici u početku su dobili mješovite kritike, koje su se tijekom serije značajno poboljšale. Metacritic je emisiji dao ocjenu 57 (od 100) na temelju recenzija 31 kritičara, što ukazuje na "mješovite ili prosječne kritike." Entertainment Weekly dao je pilotu ocjenu B+, izjavivši da emisija "znači dobrodošao povratak za pisca i producenta Kevina Williamsona." Recenzent, Ken Tucker, završio je svoju recenziju napisavši da "Dnevnici obećavaju sezonu zabave oštrog jezika." Linda Stasi iz New York Posta dala je premijeri savršenu ocjenu, rekavši da se "navukla nakon jedne epizode ." Stasi je pohvalila tempo epizode i "opaku, krvavu vampirsku akciju", koja "počinje u početnoj sceni i nastavlja se kroz seriju s takvom žestinom i brzinom da je uistinu zastrašujuća." Goodman je dao epizodi vrlo kritičan osvrt, nazvavši seriju "užasnom". Goodmanu se nije svidio dijalog i nadao se da će se dodaci Buffy ubojice vampira "masovno vratiti pojesti glumačku postavu Vampirskih dnevnika, plus sve preostale scenarije."
Mnogi TV kritičari smatrali su da se serija poboljšava sa svakom epizodom. Sarah Hughes iz The Independenta kaže da se Vampirski dnevnici pretvaraju u "dobro osmišljenu, zanimljivo razvijenu seriju" unatoč osrednjoj uvodnoj epizodi. New York Post je također pohvalio portret Elene, smatrajući da je lik snažne i neovisne žene koja je donosila odluke za sebe bez obzira na osjećaje prema Stefanu. Karla Peterson iz The San Diego Union-Tribune rekla je da je "natprirodna drama prvoklasna produkcija, koja sadrži ludo prekrasnu glumačku postavu, oštre scenarije i zamišljenu vibraciju kojoj je teško odoljeti čak i najrazboritijoj odrasloj osobi." [52] ] Mike Hale iz New York Timesa dao je seriji počasno priznanje na svom popisu najboljih TV emisija 2009. godine.
Druga sezona emisije dobila je pozitivne kritike. Na Metacritic-u ima ocjenu 78 (od 100) na temelju recenzija 5 kritičara, što ukazuje na "općenito povoljne kritike." Kako je serija napredovala i razvijala se u treću sezonu, kritičari su hvalili prikaze glavnih likova i razvoj ženskih likova poput Elene Gilbert koju glumi Nina Dobrev, Bonnie Bennett koju glumi Kat Graham i Caroline Forbes koju glumi Candice King.
Finale treće sezone, "The Departed", dobilo je pohvale kritike. Diana Steenbergen iz IGN-a pohvalila ih je jer je razjašnjeno nekoliko priča koje čine dobar temelje za daljnju radnju. Također je pohvalila nastup Nine Dobrev u ovoj epizodi, navodeći njezino ponašanje kao još jedan razlog zašto je konačno Meredithovo otkriće bilo šokantnije i uvjerljivije. Slično, Mandi Bierly iz Entertainment Weeklyja pohvalila je spisateljsku vještinu u stvaranju neočekivanijeg konačnog obrata. [54]

## Vanjske poveznice
- Službena stranica serije
- Stranica na TV.com  Arhivirana inačica izvorne stranice od 8. travnja 2009. (Wayback Machine)